# The Face in the Mirror (film 1915)
The Face in the Mirror è un cortometraggio muto del 1915. Il nome del regista non viene riportato. Prodotto da William Nicholas Selig su un soggetto di Edward S. Kern, il film era interpretato da Lamar Johnstone, Stella LeSaint (come Stella Razetto), Joe King.

## Produzione
Il film fu prodotto dalla Selig Polyscope Company

## Distribuzione
Distribuito dalla General Film Company (o dalla V-L-S-E, Incorporated ), il film - un cortometraggio in due bobine - uscì nelle sale cinematografiche statunitensi il 9 agosto 1915.